# Consejo de Estado de 1973

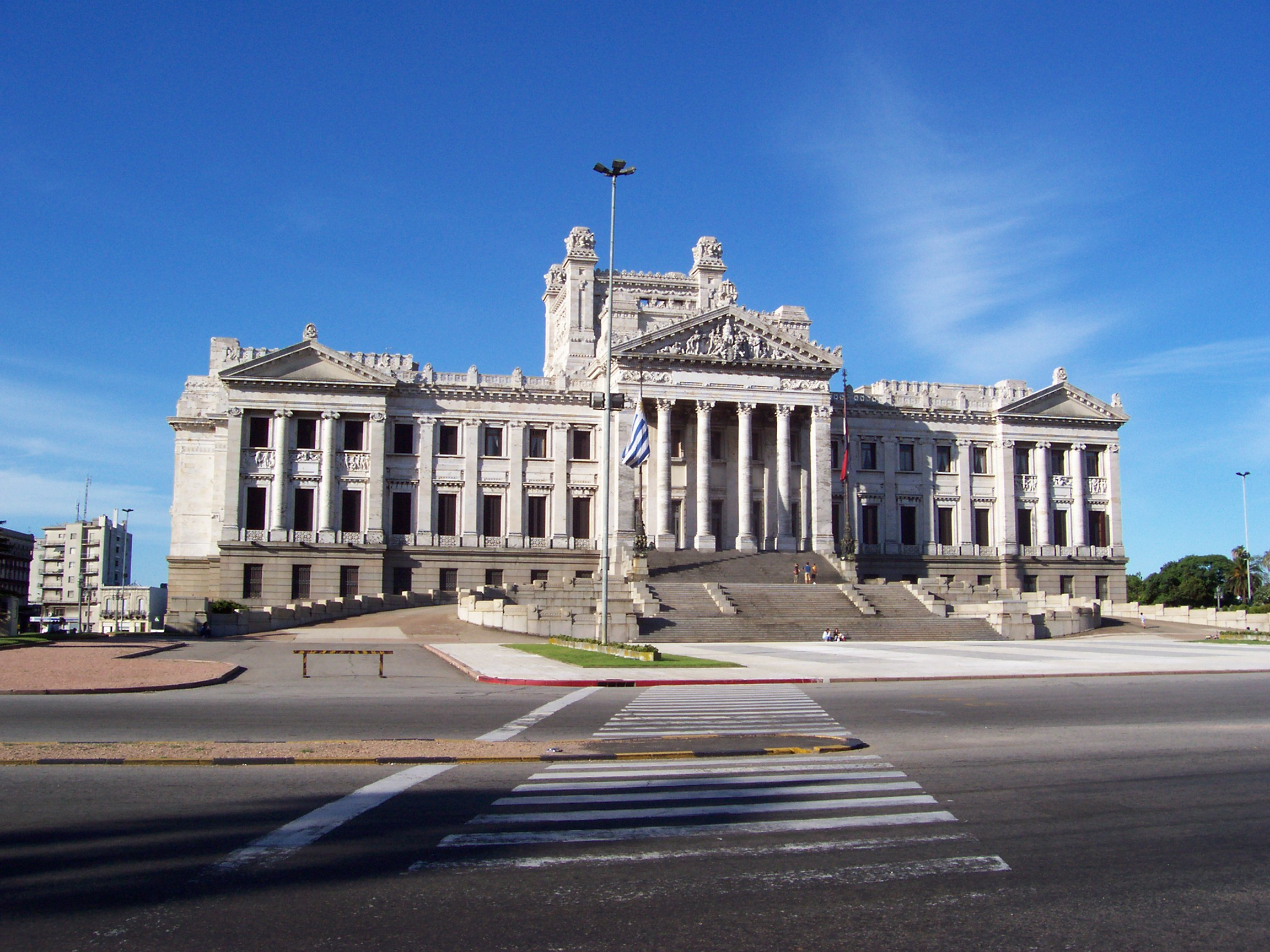
El Consejo de Estado utilizó al Palacio Legislativo como su sede.

El Consejo de Estado fue el órgano que hizo las veces de poder legislativo en la dictadura cívico-militar que vivió Uruguay entre junio de 1973 y febrero de 1985, posterior al golpe de Estado del 27 de junio de 1973.

## Historia
El Consejo de Estado fue creado por el decreto N° 464/973 del 27 de junio, firmado por Juan María Bordaberry, presidente elegido en las urnas en noviembre de 1971 y dictador desde el 27 de junio de 1973 hasta su destitución por las Fuerzas Armadas en junio de 1976. Pretendió suplantar al Parlamento democráticamente electo.
El primer Consejo de Estado recién se nombraría el 19 de diciembre de 1973, casi seis meses después de su creación. Tuvo una integración trabajosa y demandó negociaciones y acuerdos. El propio Bordaberry pensó en algún momento que el vicepresidente electo Jorge Sapelli, era la persona indicada para presidirlo y le ofreció el cargo, a lo que aquel se negó. Esto promovió un intercambio de cartas, en las que ambos juzgaron mutuamente sus actitudes con profunda severidad. 
Finalmente, se eligió para presidir el órgano al exsenador del Partido Nacional, doctor Martín R. Echegoyen. En las posteriores integraciones, los miembros del Consejo fueron elegidos por la Junta de Oficiales Generales y los propios consejeros de Estado.

## Integración de 1973
| - Martín R. Echegoyen (presidente) - Alberto Demicheli (presidente tras la muerte del anterior) - Hamlet Reyes - Aparicio Méndez - Aurora Álvarez de Silva Ledesma - Gladys Freire de Addiego - María Luisa Coolighan Sanguinetti | - Emilio Siemens Amaro - Julio César Espínola - José Antonio Varela - Jesús Rubio - Daniel Rodríguez Larreta - Juan Rodríguez López | - Mario Arcos Pérez - Rodolfo Saccone - Alfredo Lamaison - Mario Gaggero - Raúl Clerc - José Francisco França | - Osvaldo Soriano - Enrique Viana Reyes - Alfredo Cardozo Arrarte - Eduardo Praderi - Mario Jorge Coppetti - Jorge Spangenberg. |

## Integración de 1976
En 1976 se produjo una importante renovación quedando integrado de la siguiente manera: 
| - Hamlet Reyes (presidente) - Aurora Álvarez de Silva Ledesma - Mario Arcos Pérez - Mario Jorge Coppetti - Julio César Espínola - José Francisco França - Mario Gaggero | - Eduardo Praderi - Daniel Rodríguez Larreta - Osvaldo Soriano - Enrique Viana Reyes - Jorge Laborde Bercianos - Martín C. Martínez | - Willy Patocchi - Blanco Amorós de León de Dutra - José Carlos Brun Cardoso - Marcial Bugallo - Eduardo Crispo Ayala - José Enrique Echeverry Stirling | - Bertrand Gruss - Rafael Ravera Giuria - Pedro P. Rivero - Alberto Rodríguez Marghieri - Jorge Seré del Campo - Alejandro Végh Villegas |

## Integración de 1981
En septiembre de 1981, cuando la dictadura pasó a ser presidida por el general Gregorio Álvarez, el Consejo pasó a tener de 25 a 35 miembros:
| - Hamlet Reyes (presidente) - Marcial Bugallo - Federico García Capurro - Eduardo Praderi - Walter Belvisi - Norberto Bernachin - Gervasio Gónzalez - Adolfo Gutiérrez - Néstor Bolentini | - Pedro W. Cersósimo - Wilson Craviotto - Brigadier General Raúl Bendahan - Alberto Aguiar - Hugo Amondarain - Fernando O. Assunção - Bernardo Barran - Daniel Barreiro - Domingo Burgueño Miguel | - Juan José Burgos - Eduardo Carrera Hughes - Rodolfo Ciganda - Luis A. Crisci - Waldemar Cuadri - Alfredo De Castro - Milton de los Santos - Eduardo Esteva - Juan Santana Echeverrito | - Antonio Gabito Barrios - Manuel Gastelumendi - Carlos A. Gelpi - Alfonso Greissing - Irma Lamanna - Ricardo Milessi - Genaro Perinetti García - Ruben Riani |

## Otros integrantes
A lo largo de su historia un total de 113 personas integraron el Consejo, siendo otros integrantes:
| - Enrique Lamaison - Jorge Amondarain Mendoza - María Ruth Andrade Ochoa - Enrique Arocena Olivera - Dardo Casas del Río - Alberto del Pino Borallo - Luis O. Dini - Juan P. Ferreira | - Werther Martínez - Miguel Pereira Serra - Cesalino Silveira - Armando Barhaburu Bagalciague - Jorge Borlandelli - Gilver Cagnone - Francisco Cantou | - Eduardo Galagorri Bruche - Vicealmirante Víctor Gónzalez Ibargoyen - Antonio Guerra - Hugo Manini Ríos - Julio César Michelli - Pablo Millor - Daniel Ordóñez | - Víctor Ortiz - Miguel Peirano - Ricardo Reilly Salaverry - Emilio Sader - Nelson Simonetti - Atanasildo Viera - Ariel Villar |

## Las elecciones internas de 1982
En las elecciones internas de los partidos políticos celebradas en noviembre de 1982 varios consejeros de Estado fueron candidatos. En el Partido Colorado fueron candidatos dentro del Pachequismo los consejeros Pedro Cersósimo, Wilson Craviotto, Daniel Barreiro, Walter Belvisi, Juan Santana, Milton de los Santos y Pablo Millor. En el Partido Nacional fueron candidatos los consejeros Antonio Gabito Barrios, Rodolfo Ciganda y Carlos A. Gelpi. 

## Epílogo
Luego del Pacto del Club Naval y, al asumir el 15 de febrero de 1985 los integrantes del Poder Legislativo elegidos en los comicios de noviembre de 1984, el Consejo de Estado quedó de facto disuelto. Algunos de sus integrantes, como Pedro W. Cersósimo, Wilson Craviotto y Pablo Millor fueron elegidos como legisladores; otros, como intendentes departamentales. Walter Belvisi fue elegido intendente de Paysandú para el período 1985-1990 y posteriormente senador para el período 1990-1995. Domingo Burgueño Miguel fue elegido intendente de Maldonado para los períodos 1990-1995 y 1995-2000. Néstor Bolentini, por su parte, fundó el partido político Unión Patriótica Salvadora de la Democracia, de clara impronta anticomunista, que obtuvo una magra votación en las elecciones de noviembre de 1984.
Posteriormente, la ley N.º 15 738 del 13 de marzo de 1985 dispuso: a) declarar que las normas dictadas con carácter de actos legislativos durante el período de facto, entre el 19 de diciembre de 1973 y el 14 de febrero de 1985, se identificaran como "Decretos-leyes"; b) que dichos actos se declaran con valor y fuerza de ley; c) que no ingresaban dentro de dicha convalidación una lista de decretos-leyes que se enumeran como no vigentes o nulos; d) dispuso además que todos los poderes y entes del gobierno procedieran a revocar de oficio, en la órbita de su competencia, los actos administrativos ilegítimos dictados en aplicación de dichos actos legislativos nulos, precisando en cada caso los efectos de la revocación.